# ローラン・フィニョン

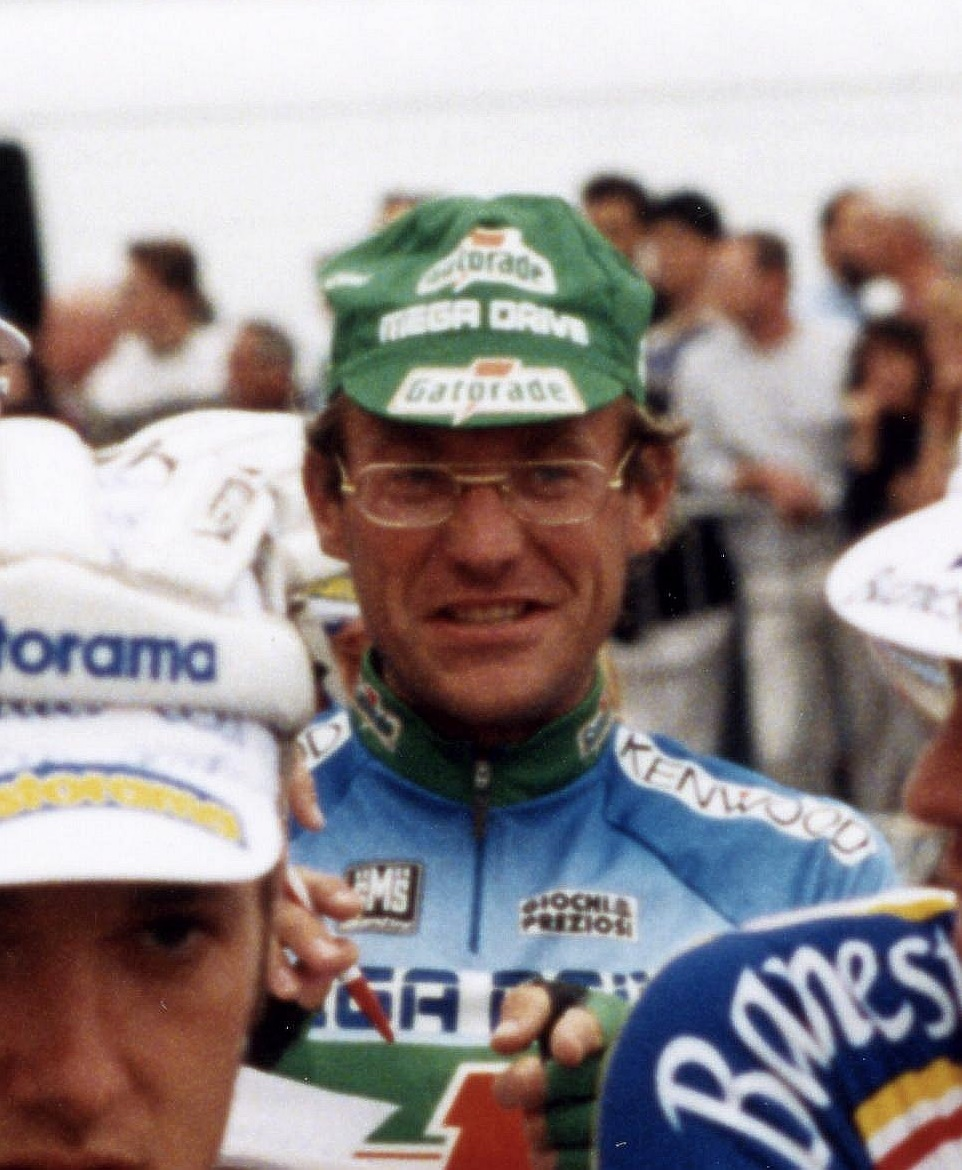
ローラン・フィニョン

ローラン・フィニョン（Laurent Fignon、1960年8月12日 - 2010年8月31日）はフランス・パリ生まれの元自転車競技（ロードレース）選手。1983年・1984年のツール・ド・フランスにおいて総合2連覇を達成した。

## 経歴
1982年より本格的にプロ選手としてのキャリアを積み、ベルナール・イノーがエースであったルノー・ジタンに所属した。

### ツール・ド・フランス2連覇
1983年、イノーはブエルタ・ア・エスパーニャを制しながらも、古傷の膝の故障が癒えずツール・ド・フランスの欠場を余儀なくされた。その代役として、当時ルノーの監督だったシリル・ギマールがイノーと相談の上、キャリア2年目ながらも、その年のブエルタで区間優勝（第4ステージ）を経験しているフィニョンを抜擢、ツールに出場させた。すると、フィニョンは中盤で総合2位に浮上し、さらに総合1位のパスカル・シモンを第15ステージの個人タイムトライアルで追い詰め、そしてシモンが第17ステージでリタイアするとマイヨ・ジョーヌを奪った。その後もフィニョンはマイヨを守りきり、初出場で総合優勝の快挙を成し遂げた。
翌1984年、イノーがラ・ヴィ・クレールチームを立ち上げることとなり、ルノーを離れたことから、名実ともにフィニョンがルノーのエースとなった。フィニョンは同年のジロでは最終ステージの個人タイムトライアルにおいて、フランチェスコ・モゼールに逆転され総合2位に終わったが（後述するが、フィニョンは1989年のツールでも同様の形で逆転負けを喫することになる。この年はモゼールが最新スポーツ医学によりアワーレコードを達成するなど、最高潮の身体能力を持っていた時期であり、またモゼールにとってもジロは悲願の初優勝であった）、イノーとの頂上対決となったツールではアルプス超えステージでイノーを圧倒し、最終的にイノーに10分以上の差をつけてツール2連覇を果たした。またこの年、フランス国内選手権も優勝した。

### 故障による不調
ところが1985年、フィニョンはシーズン当初から膝の故障に悩まされ、ほとんどレースに出ることなくシーズンを終えた。イノーのダブルツール達成を、戦うことなく許してしまったフィニョンは1986年、チームが解散したルノーからシステムUに移籍した。
同年はフレッシュ・ワロンヌを制する。そして意気揚々と挑んだツールにおいて、序盤はイノー、グレッグ・レモン擁するラ・ヴィ・クレール勢を圧倒した。ところが膝の古傷はまだ完全には治っていなかった。そのことが次第にステージを消化していくうちに露呈してしまう。ピレネー越えの最初のステージで、イノーは単独で再三アタックをかけ、完全にフィニョンを潰した。イノーのこのアタックに対し、明らかにレモンに対しての挑発行為ではないかという声も上がり、レモンもイノーの行動に不快感を寄せるが、フィニョンはこのステージをもってリタイアした。
フィニョンはその期待を裏切り続けていく。1987年のツールでは序盤で大ブレーキを起こして早々に優勝争いから脱落し、途中でチームメイトのアシストに回る始末であった。
翌1988年はミラノ～サンレモを制し期待されるも、ツールでは昨年に引き続き序盤で大ブレーキとなり、途中リタイアしてしまった。

### 1989年ジロの総合優勝
1989年はシーズン序盤から活躍した。春のクラシックレース、ミラノ〜サンレモを連覇すると、ロンド・ファン・ネーデルランドも制した。そして5年前に寸前のところで総合優勝を果たせなかったジロでは第14ステージからマリア・ローザを守りきって悲願の総合優勝を果たす。この時のメンバーはジロの総合優勝者や上位メンバーが多く、それらのライバルを全て打ち負かした。

### 1989年ツール最終日TTの逆転負け
この年のツールでは、3年ぶりに出場したレモンが予想以上の活躍を見せ、序盤からマッチレースの様相を呈した。個人タイムトライアルの区間ではレモンにマイヨを譲るものの、ピレネー、アルプスの山岳ステージではフィニョンが奪い返すといった形の繰り返しだった。第20ステージ終了時にはレモンに50秒の差をつけており、この年はフランス革命200周年に当たるため、フランス国内においては自国から総合優勝者を輩出することへの期待が高まっていた。しかし、最終ステージは例年とは異なり個人タイムトライアルであり、序盤からハイペースで飛ばすレモンに対し、フィニョンもそれなりの走りは見せるものの、レモンのスピードがあまりにも違いすぎた。26分57秒で走り終えたレモンに対し、27分46秒でフィニッシュすればフィニョンの優勝だったが、フィニョンのタイムは27分55秒。区間3位と決して悪い成績ではなかったが、フィニョンは8秒差をもってレモンの後塵を拝した。
翌年からは最終ステージは半ば総合優勝者の凱旋パレードのような形に戻され、今日に至るまでこの形は崩れていない。

### 1989年グランプリ・デ・ナシオン優勝
グランプリ・デ・ナシオンは現在は開催されていない長距離タイムトライアルのレースだが、フィニヨンは長い手足を生かし、比較的長い175mmのクランクを使って優勝した。

### 引退・死去
その後、フィニョンはカストラマ、ゲータレードと所属チームを変遷するも、1990年にデビュー年以来2度目となるクリテリウム・アンテルナシオナルを優勝した以外にこれといって特筆すべき成績は収められず、1993年に引退した。
2009年6月、膵臓に転移がんが見つかり、治療を受けていると伝えられた。2010年7月19日、ツール・ド・フランスの第15ステージの表彰式では敢闘賞の特別表彰を受け、健在ぶりを見せていたが、同年8月31日に死去した。

## 主な戦歴
1982 ルノー・エルフ・ジタン
クリテリウム・アンテルナシオナル 優勝
1983 ルノー・エルフ・ジタン
ツール・ド・フランス1983 総合優勝（第21ステージ優勝）
ティレーノ～アドリアティコ、クリテリウム・アンテルナシオナル、ブエルタ・ア・エスパーニャ区間優勝。
1984 ルノー（ジタン）
ツール・ド・フランス1984 総合優勝（第7・16・18・20・22ステージ優勝）
ジロ・デ・イタリア 総合2位（山岳賞。第20ステージ優勝）
 フランス 国内選手権 優勝
1986 システムU（ジタン）
フレッシュ・ワロンヌ 優勝
ドーフィネ・リベレ 区間優勝
1987 システムU（ジタン）
パリ～ニース 2ステージ優勝
ブエルタ・ア・エスパーニャ 区間優勝
ツール・ド・フランス1987 総合7位（第21ステージ優勝）
1988 システムU（ジタン）
ミラノ～サンレモ 優勝
クリテリウム・アンテルナシオナル 区間優勝
パリ～カマンベール 優勝
1989 スーパーU（ラレー）
ジロ・デ・イタリア 総合優勝（1ステージ優勝）
ミラノ～サンレモ 優勝
ツール・ド・フランス1989 総合2位（敢闘賞。第18ステージ優勝。マイヨ・ジョーヌ着用期間11日（第10 - 20ステージまで。））
ロンド・ファン・ネーデルランド 総合優勝
グランプリ・デ・ナシオン 優勝
1990 カストラマ（ラレー）
クリテリウム・アンテルナシオナル 優勝
1991 カストラマ（ラレー）
ツール・ド・フランス1991 総合6位
1992 ゲータレード（ビアンキ）
ツール・ド・フランス1992 総合23位（第11ステージ優勝）
1993 ゲータレード（ビアンキ）
ルータ・メキシコ 総合優勝。

## ドーピング問題
- 1989年9月17日、参加中のグランプリ・ド・ラ・リベラシオンにて、アンフェタミンの陽性反応が出た[5]。

## 逸話
- パリに独創的な住居を建てて暮らし、フレームの細い丸眼鏡を着用し、知的な風貌に加えバカロレア資格を持っていたことなどから教授というニックネームがつけられていた。
- システムUがタイムトライアル向けのエアロヘルメットを導入した際に、これを初めて着用した選手である。当時システムUはそのアイデアの斬新さに、他のチームから「次はモーター駆動のマシンを持ち込むに違いない」とまで揶揄された。